# Hoeselt
Hoeselt là một đô thị ở tỉnh Limburg. Tại thời điểm ngày 1 tháng 1 năm 2006,  Hoeselt có tổng dân số 9.265 người. Tổng diện tích là 30,02 km² với mật độ dân số 309 người trên mỗi km².